# Anywhere but Here
『Anywhere but Here』は、2008年1月2日にアメリカ合衆国で発売されたコミック。ダークホースコミックスから発売されている『Buffy the Vampire Slayer Season Eight』の第10作目で2008年5月14日に発売のグラフィックノベル『No Future for You』に最終章として収録された。
その後、2010年にアニメ化されている。

## あらすじ
『The Long Way Home』、『No Future For You』と立て続けにトワイライト・グループから襲撃を受けたバフィーは、敵に関する手掛かりを得るため情報屋セビリリアンを訪ねる。だが、この情報屋があまりにもバフィーやウィローのことを知り過ぎていたため、口をふさぐ羽目に。

## 登場するキャラクター
バフィー・アン・サマーズ
バンパイア・スレイヤー
ウィロー・ローゼンバーグ
バフィーの親友。このエピソードで空を飛べることが明らかになる。
ロビン
ジャイルズの知人である中年女性。自宅の地下にある洞窟に怪物セビリリアンを住まわせている。
セビリリアン (Sephrilian)
情報屋。尾にマルチディスプレイを取り付けた芋虫に似たモンスター。非常に傲慢で口が悪い。
ドーン・サマーズ
バフィーの妹。
アルウィン
ウィローの恋人。別名：サーペント・レディ。
ケネディ
ウィローの恋人だった女性。バンパイア・スレイヤー。